# Schéma de secteur
Dans la suite du Grenelle de l'environnement, en France, dans le projet de loi Grenelle II (état septembre 2009), l'« Art. L. 122-1-13. précise que pour faciliter l'exécution des schémas de cohérence territoriale, ceux-ci peuvent être complétés en certaines de leurs parties par des schémas de secteur « qui en détaillent et en précisent le contenu »

## Obligations de compatibilité
- Certains documents et opérations doivent être - « s'il y a lieu » [2]- juridiquement  compatibles avec le document d'orientation et de programmation des schémas de cohérence territoriale (SCOT) et les schémas de secteur. (« Art. L. 122-1-14. du projet de loi) [1]

Ce sont :
- Les programmes locaux de l'habitat (PLH) ;
- les plans de déplacements urbains (PDU) ;
- les schémas de développement commercial (SDC) ;
- les plans locaux d'urbanisme,
- les plans de sauvegarde et de mise en valeur ;
- les cartes communales ;
- la délimitation des périmètres d'intervention prévus à l'article L. 143-1 ;
- certaines opérations foncières et opérations d'aménagement (définies par décret en Conseil d'État) ;
- certaines autorisations (prévues par l'article L. 752-1 du code de commerce et l'article 30-2 du code de l'industrie cinématographique).

Le projet de Loi Grenelle II précise aussi que :
- « les schémas de cohérence territoriale et les schémas de secteur doivent être compatibles avec les dispositions particulières aux zones de montagne et au littoral des articles L. 145-1 et suivants et L. 146-1 à L. 146-9».
- Comme les schémas de cohérence territoriale, les schémas de secteur doivent aussi être compatibles, s’il y a lieu, avec :
- le Schéma directeur de la région Île-de-France (SDRIF) ;
- les schémas d'aménagement régional (pour les régions d’outre-mer) ;
- le Plan d'aménagement et de développement durable de la Corse (PADDUC) ;
- les chartes des parcs naturels régionaux et des parcs nationaux ;
- les orientations fondamentales d'une gestion équilibrée de la ressource en eau (voir SDAGE, SAGEs, Directive cadre sur l'eau) ;
- les objectifs de qualité et de quantité des eaux définis par les schémas directeurs d’aménagement et de gestion des eaux ;
- es objectifs de protection définis par les schémas d’aménagement et de gestion des eaux.
- Ils doivent aussi « prendre en compte » les schémas régionaux de cohérence écologique et les plans climat énergie territoriaux lorsqu’ils existent.

Si l'un des documents cités ci-dessus est approuvé après l'approbation d'un schéma de cohérence territoriale ou d'un schéma de secteur, ce dernier doit, si nécessaire, être rendu compatible dans un délai de trois ans

### Site externe
- [PDF] projet de Loi (Grenelle II)